# Caprarola
Caprarola é uma comuna italiana da região do Lácio, província de Viterbo, com cerca de 5.197 (Cens. 2001) habitantes. Estende-se por uma área de 57,47 km², tendo uma densidade populacional de 90,43 hab/km². Faz fronteira com Canepina, Carbognano, Nepi, Ronciglione, Vallerano, Vetralla, Viterbo.
Pertence à rede das Aldeias mais bonitas de Itália.

## Demografia
| Variação demográfica do município entre 1861 e 2011                               |
|                                                                                   |
| Fonte: Istituto Nazionale di Statistica (ISTAT) - Elaboração gráfica da Wikipedia |